# Кэсон (станция метро)
«Кэсон» (кор. 개선역 — Триумфальное Возвращение) — станция Пхеньянского метрополитена. Расположена на линии Чхоллима между станциями «Чону» и «Моранбон».
Открыта 6 сентября 1973 года в составе пускового участка Пхеньянского метрополитена «Пульгынбёль» — «Понхва».
Она расположена недалеко от Триумфальной арки и Молодежного парка Кэсон.
Станция была отремонтирована в 2019 году с новым освещением и телевизорами, а также светодиодными указателями с информацией о поезде и местной погоде.
На станции вдоль линии с двух сторон станции расположено мозаичное панно «Люди восстают в строительстве новой страны».

## Галерея
- Станция после реконструкции
- Обновленные эскалаторы